# Карлос Вестендорп
Карлос Вестендорп Кабеза (шп. Carlos Westendorp y Cabeza; Мадрид, 7. јануар 1937) је шпански политичар и дипломата. Између 1995. и 1996. био је министар иностраних послова Шпаније. Од 1997. до 1999. године је представљао међународну заједницу као високи представник Уједињених нација у Босни и Херцеговини. Између 1999. и 2003. године је био делегат европског парламента.
После неуспјелог договора у парламенту БиХ, на основу овлаштења Високог представника Уједињених нација је изнудио одлуку о актуелном дизајну заставе Босне и Херцеговине. Такође је и сменио са функције тадашњег председника Републике Српске Николу Поплашена, након што после дугих преговора није хтео да именује Милорада Додика за председника владе. Званичник из Вестендорпове канцеларије је образложио смену наводећи да Поплашен злоупотребљава положај председника, да ради против воље народа Републике Српске, и да крши Дејтонски споразум, чиме ствара нестабилност у Српској.
Касније током каријере је постао посланик Европског парламента, где је служио од 1999. до 2003, и био је амбасадор Шпаније у САД од 2004. до 2008.